# كهف الماموث

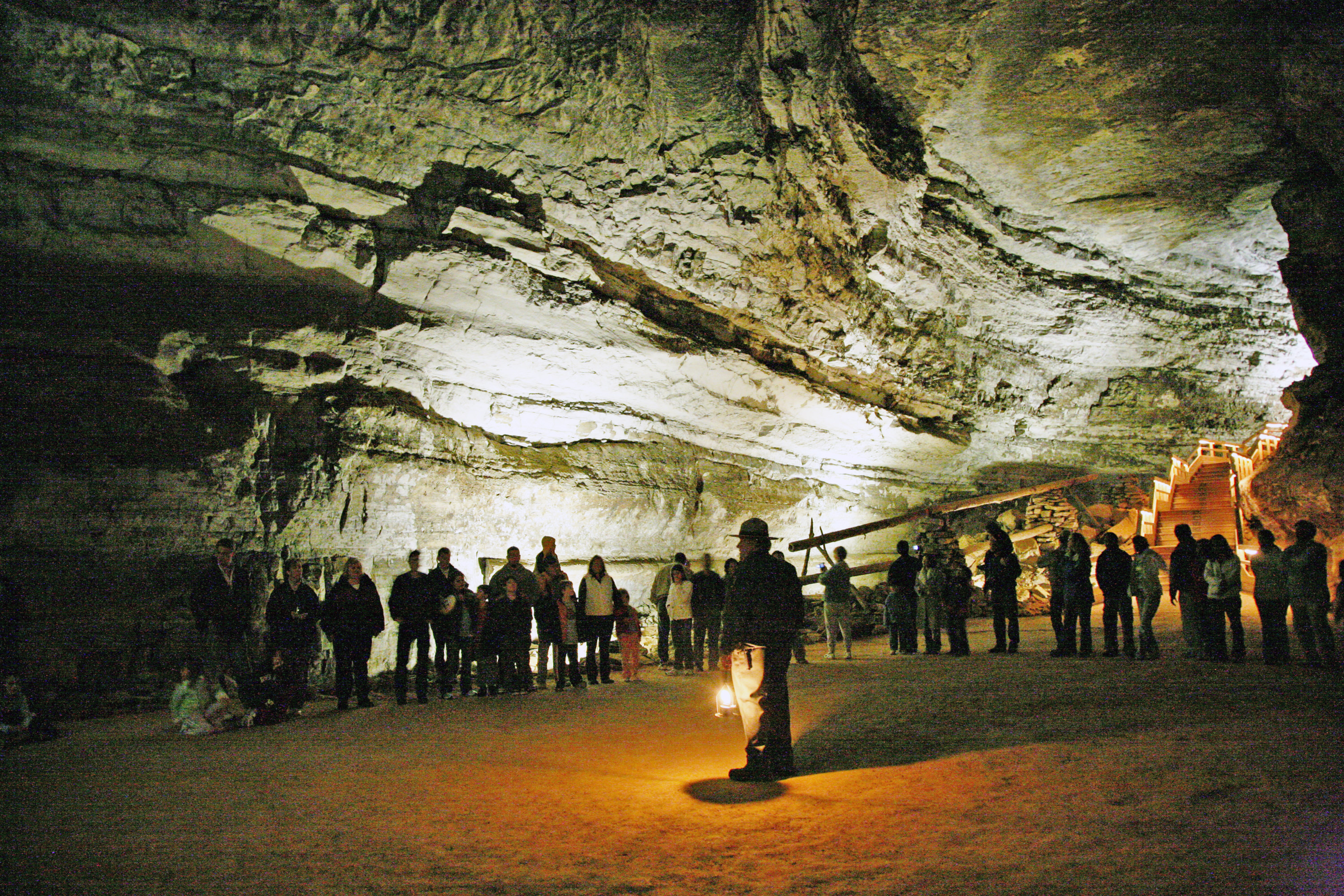
صورة لبعض الأشخاص داخل الكهف

كهف الماموث أو حديقة كهف الماموث الوطنية (بالانجليزية: Mammoth Cave National Park) هو كهف يقع في ولاية كنتاكي بالولايات المتحدة الأمريكية، ويقع في سلسلة من الأحجار الجيرية، ويعتبر كهف الماموث أطول كهف في العالم، بطول ممرات يصل إلى 651.8 كيلومتر، كما تكون بعض ممراته عبارة عن طبقات فوق بعضها الآخر، وقد تصل طبقاتها إلى خمس طبقات. ولضخامة هذا الكهف فإنه يحتوي على بحيرات وأنهار وشلالات، وأكبر أنهاره ويسمى نهر الصدى يصل عرضه في بعض الأماكن إلى ثمانية عشر متراً وفي أضيقها إلى ستة أمتار. يبلغ أدنى مستوى لهذا الكهف نحو 110م تحت سطح الأرض. يعتبر هذا الكهف من المعالم السياحية البارزة في الولايات المتحدة الأمريكية وقد تم تحويله إلى منتزه وطني، ويمكن للزوار أن يتجولوا بداخله وأن يستمتعوا بالمناظر الطبيعية العجيبة التي تتشكل عليها صخوره؛ حيث أن لها أشكال وألوان مدهشة وتشبه الأشجار والأزهار والشلالات.

## معرض

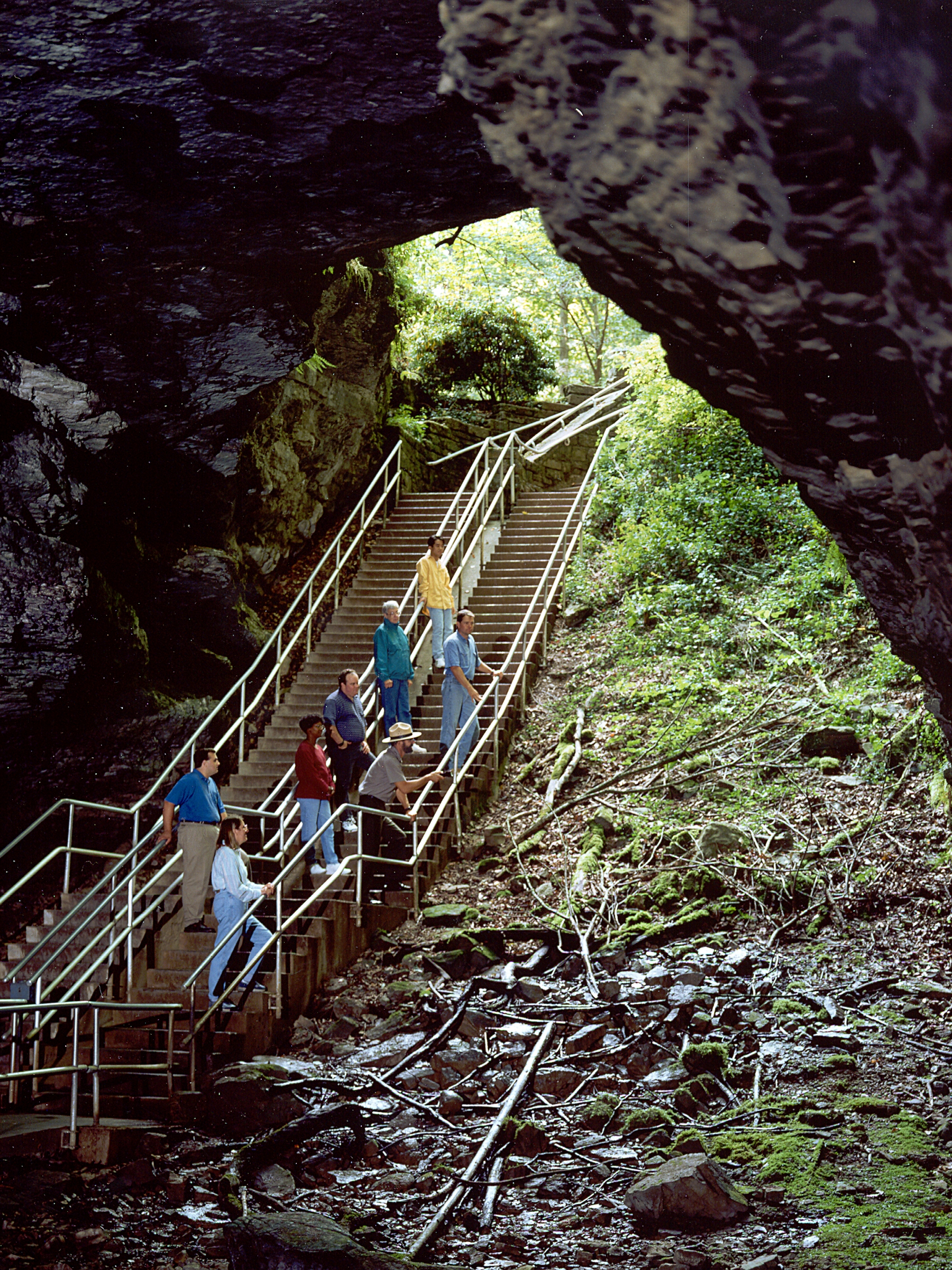
حديقة كهف الماموث 1
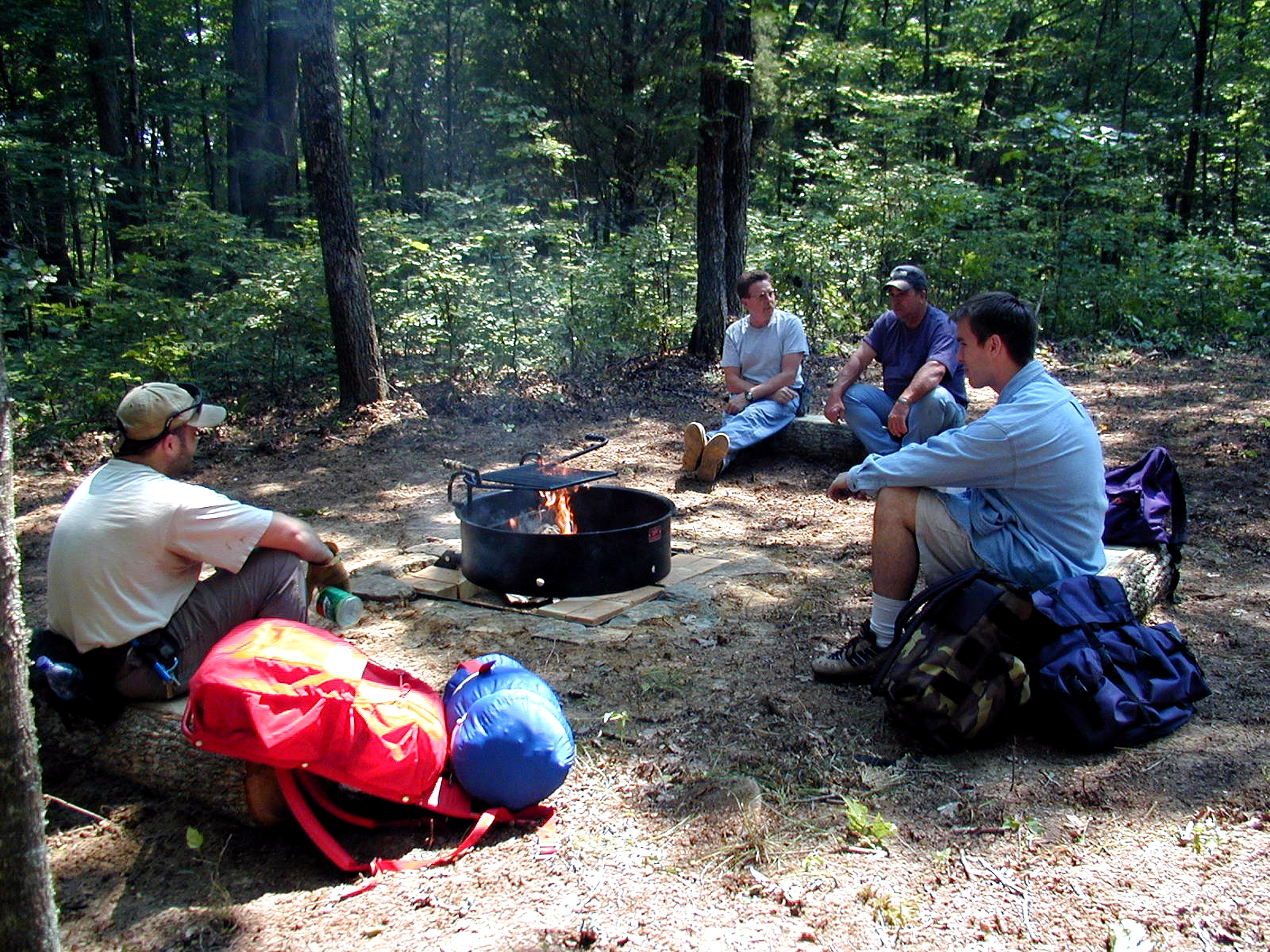
حديقة كهف الماموث 2
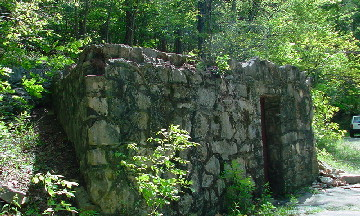
مدخل الكهف
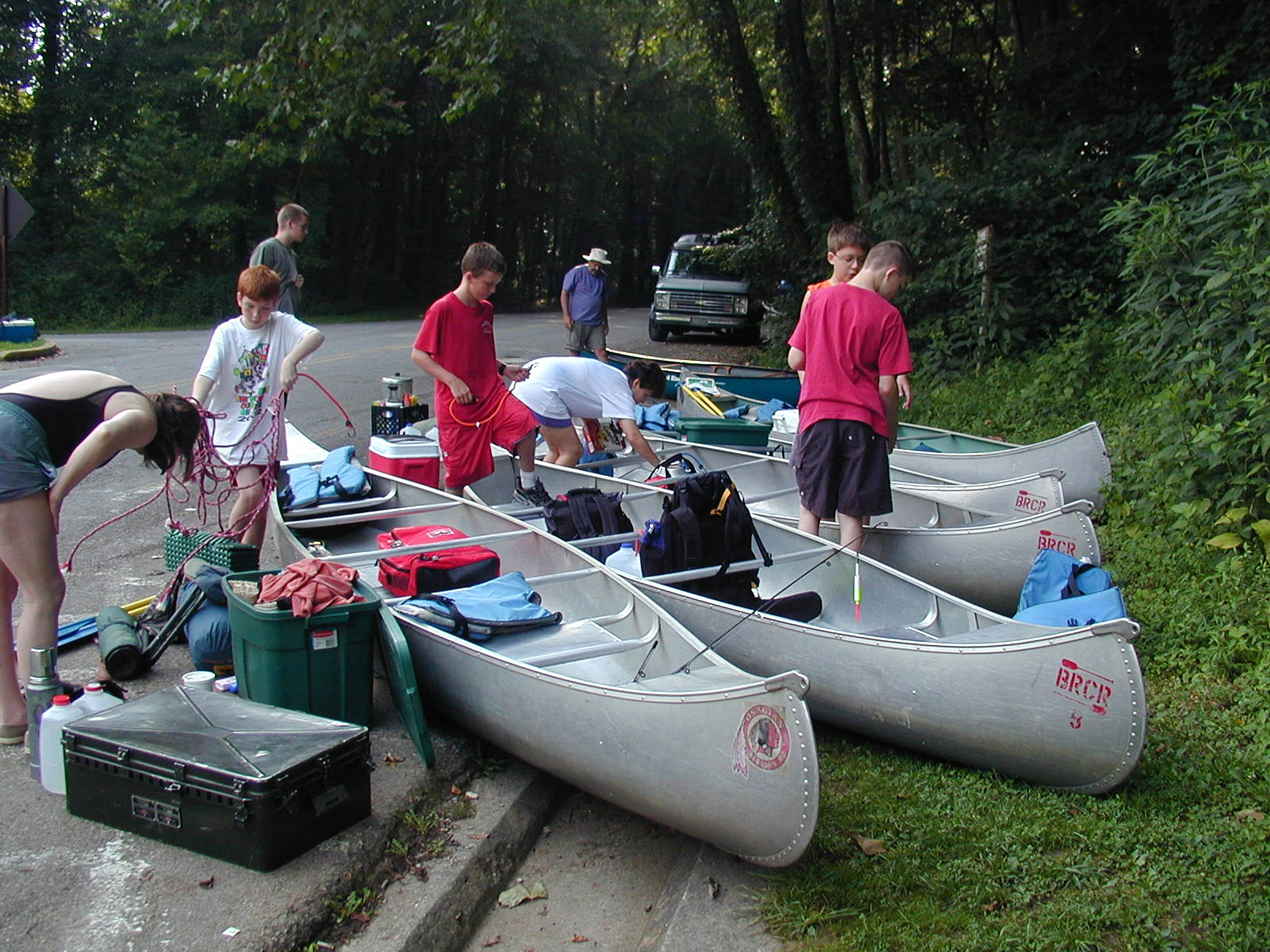
حديقة كهف الماموث 3
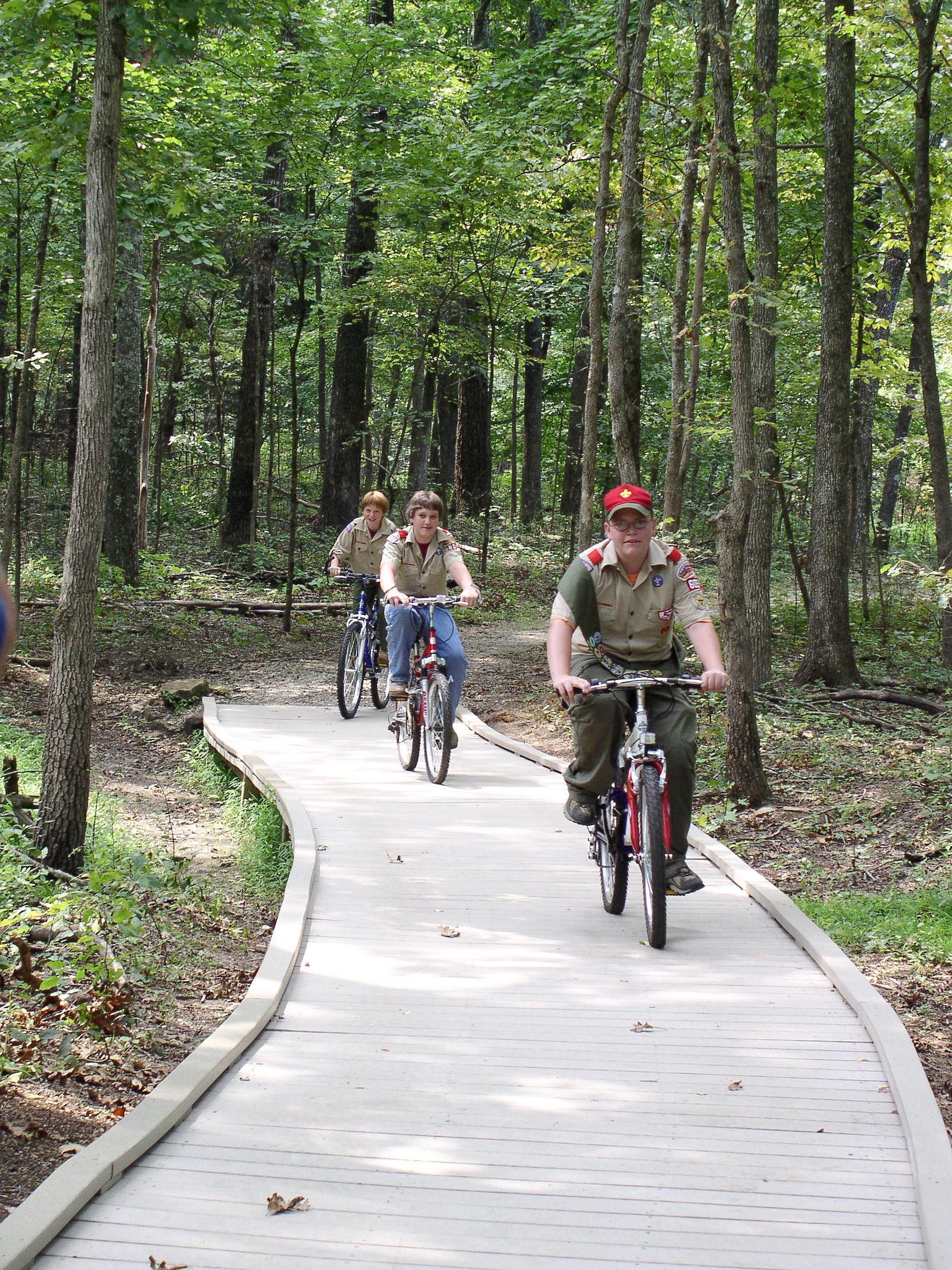
حديقة كهف الماموث 4

## الحياة بداخل الكهف

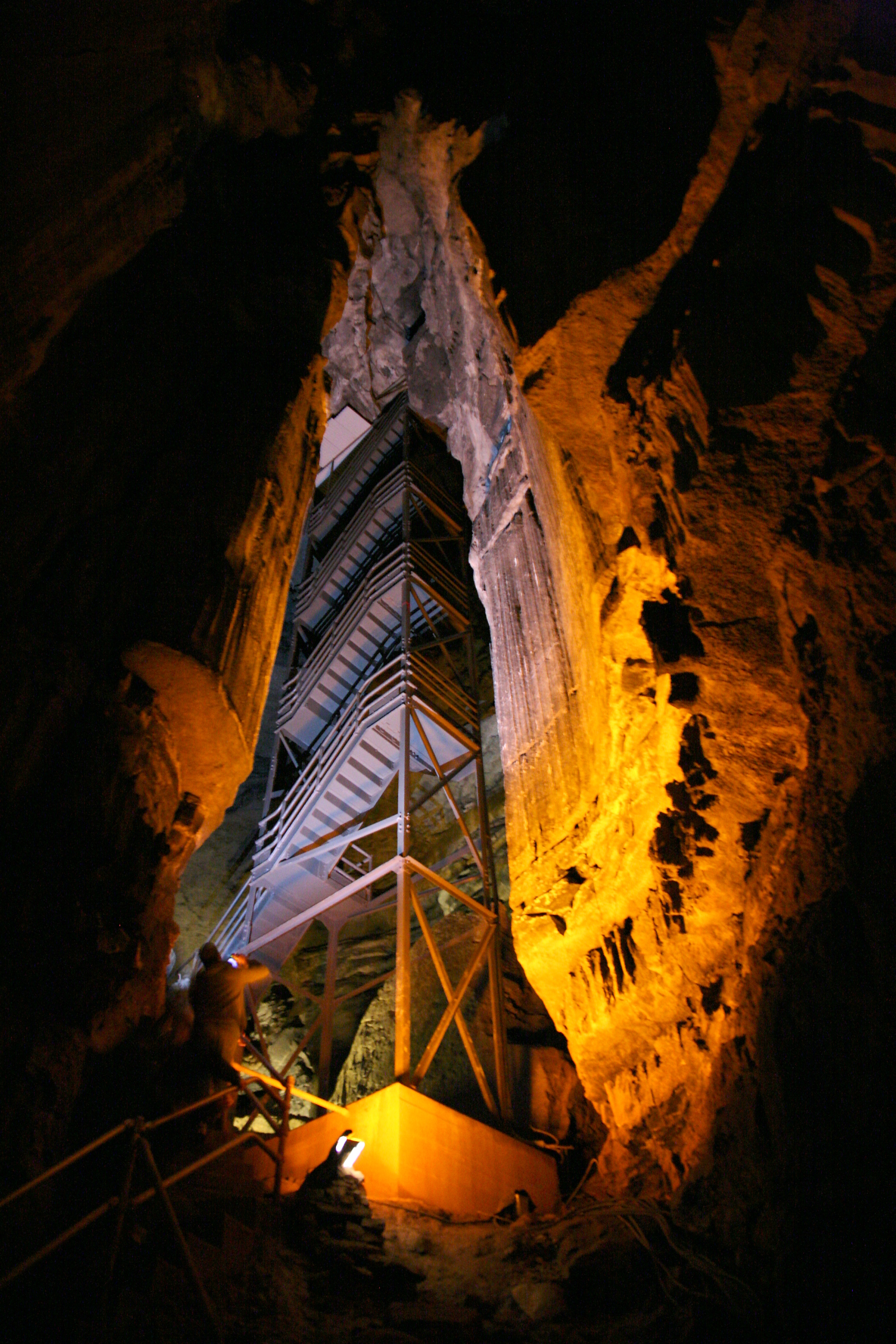
صورة للكهف من الداخل

يشتهر كهف الماموث بوجود بعض الأحياء الطبيعية التي ينفرد بتواجدها عن غيره من بقاع الأرض فبالإضافة إلى الأشكال الجذابة والمدهشة لتضاريسه الداخلية وتشكيلاته الصخرية التي تشبه الأشجار والشلالات، يوجد به أيضاً بعض الأحياء التي لا تمتلك عيوناً, ومنها الأسماك عديمة العيون، ويبلغ طول الواحدة منها حوالي خمسة سنتيمترات، كما يوجد بداخله وفي أماكن لا يستطيع زيارته الناس بعض أنواع الخفافيش النادرة.